# لييج-باستون-لييج للسيدات 2020
لييج-باستون-لييج للسيدات 2020 (بالفرنسية: Liège-Bastogne-Liège féminin 2020)‏ هو سباق دراجات هوائية، وهو الموسم رقم 4 من السباق، وأقيم في 4 أكتوبر 2020، وامتدّ لمسافة 135 كيلومتر، وهو أحد سباقات طواف العالم للدراجات للسيدات 2020، وهو من نوع  سباق يوم واحد، وقد شارك في السباق  137 متسابقاً ووصل إلى نهايته  56 متسابقاً.
فاز فيه بالمركز الأول  ليزي ديجنان، وبالمركز الثاني  غريس براون، وبالمركز الثالث  إيلين فان دايك.

## الفرق
| فرق سيدات عالمية (8)- يو أي أيه تيم ‏ - كانيون إس آر إيه إم راسينغ 2020 ‏ - FDJ–Suez ‏ - Liv AlUla Jayco ‏ - موفيستار للسيدات ‏ - فريق سنويب للسيدات 2020 ‏ - Lidl–Trek (women's team) ‏ - ليف ريسينغ ‏ فرق دراجات قارية سيدات (16)- Aromitalia–Basso Bikes–Vaiano ‏ - أيه آر مونكس برو سيكلينج للسيدات ‏ - إس دي وركس ‏ - Ceratizit Pro Cycling ‏ - شارينت ماريتايم سيلينج للسيدات ‏ - بنجوال شوفالمير ‏ - Ciclotel ‏ - فريق كوجياس ميتلر لوك برو للدراجات 2020 ‏ - دولتشيني فان إيك سبورت 2020 ‏ - Équipe Paule Ka ‏ - هايتك بوردكتس 2020 ‏ - لوتو سودال للسيدات 2020 ‏ - باركهوتل فالكنبورغ 2020 ‏ - اركيا للسيدات 2020 ‏ - EF Education–Tibco–SVB ‏ - فالكار ترافل آند سيرفس 2020 ‏ |  |
| |  |

## المشاركون
| Liv AlUla Jayco ‏ MTS | Liv AlUla Jayco ‏ MTS     | Liv AlUla Jayco ‏ MTS |
| -------------------- | ------------------------ | -------------------- |
| م                    | عداء                     | مرتبة                |
| 1                    | أنيميك فان فليوتن (طريق) | 28                   |
| 2                    | جيسيكا ألين              | لم يكمل السباق       |
| 3                    | غريس براون               | 2                    |
| 4                    | يانيكي إنسينغ            | لم يكمل السباق       |
| 5                    | لوسي كينيدي              | 36                   |
| 6                    | جورجيا وليامز            | لم يكمل السباق       |

| إس دي وركس ‏ DLT | إس دي وركس ‏ DLT             | إس دي وركس ‏ DLT |
| --------------- | --------------------------- | --------------- |
| م               | عداء                        | مرتبة           |
| 11              | أنا فان دير بريغين (طريق)   | 26              |
| 12              | إيفا بورمان                 | لم يكمل السباق  |
| 13              | كارول آن كانويل (طريق)      | لم يكمل السباق  |
| 14              | كريستين ماجروس (طريق)       | 37              |
| 16              | Chantal van den Broek-Blaak | 24              |
| 17              | ايمي بيترز                  | 5               |

| فريق سنويب للسيدات ‏ SUN | فريق سنويب للسيدات ‏ SUN | فريق سنويب للسيدات ‏ SUN |
| ----------------------- | ----------------------- | ----------------------- |
| م                       | عداء                    | مرتبة                   |
| 21                      | فلورتجي ماكايج          | 12                      |
| 23                      | ليا كيرشمان             | 41                      |
| 24                      | جولييت لابوس            | 8                       |
| 25                      | ليان ليبرت              | 10                      |
| 26                      | Wilma Olausson ‏         | لم يكمل السباق          |
| 28                      | أليسون جاكسون           | 39                      |

| باركهوتل فالكنبورغ ‏ PHV | باركهوتل فالكنبورغ ‏ PHV | باركهوتل فالكنبورغ ‏ PHV |
| ----------------------- | ----------------------- | ----------------------- |
| م                       | عداء                    | مرتبة                   |
| 31                      | ديمي فوليرينغ           | 11                      |
| 32                      | Nina Buijsman ‏          | لم يكمل السباق          |
| 33                      | رومي كاسبر              | لم يكمل السباق          |
| 34                      | أنوسكا كوستر            | لم يكمل السباق          |
| 35                      | حنا نيلسون              | لم يكمل السباق          |
| 36                      | Nancy van der Burg ‏     | 46                      |

| كانيون–إس آر إيه إم ‏ CSR | كانيون–إس آر إيه إم ‏ CSR | كانيون–إس آر إيه إم ‏ CSR |
| ------------------------ | ------------------------ | ------------------------ |
| م                        | عداء                     | مرتبة                    |
| 41                       | كاتارزينا نيفيادوما      | 19                       |
| 42                       | هانا بارنز               | 6                        |
| 43                       | إيلينا سيتشيني           | لم يكمل السباق           |
| 44                       | هانا لودفيغ              | 48                       |
| 45                       | الكسيس ريان              | لم يكمل السباق           |
| 46                       | Omer Shapira ‏ (طريق)     | لم يكمل السباق           |

| Lidl–Trek (women's team) ‏ TFS | Lidl–Trek (women's team) ‏ TFS | Lidl–Trek (women's team) ‏ TFS |
| ----------------------------- | ----------------------------- | ----------------------------- |
| م                             | عداء                          | مرتبة                         |
| 51                            | Lizzie Deignan                | 1                             |
| 52                            | إليسا ونغو بورغيني            | 25                            |
| 53                            | Anna Plichta ‏                 | لم يكمل السباق                |
| 54                            | Ellen van Dijk                | 3                             |
| 55                            | تايلر وايلز                   | لم يكمل السباق                |
| 56                            | روث ويندر (طريق)              | 14                            |

| FDJ–Suez ‏ FDJ | FDJ–Suez ‏ FDJ       | FDJ–Suez ‏ FDJ  |
| ------------- | ------------------- | -------------- |
| م             | عداء                | مرتبة          |
| 61            | سيسيلي أوتوب لودفيغ | 17             |
| 62            | برودي شابمان        | 56             |
| 63            | Victorie Guilman ‏   | لم يكمل السباق |
| 64            | لورين كيتشن         | لم يكمل السباق |
| 65            | Évita Muzic ‏        | 42             |
| 66            | جادي فيل            | لم يكمل السباق |

| ليف ريسينغ ‏ CCC | ليف ريسينغ ‏ CCC       | ليف ريسينغ ‏ CCC |
| --------------- | --------------------- | --------------- |
| م               | عداء                  | مرتبة           |
| 71              | ماريان فوس            | 4               |
| 72              | صوفيا بيرتيزولو       | لم يكمل السباق  |
| 73              | Jeanne Korevaar ‏      | لم يكمل السباق  |
| 74              | آشلي مولمان (طريق)    | 16              |
| 75              | ثريا بالادين          | 15              |
| 78              | Pauliena Rooijakkers ‏ | لم يكمل السباق  |

| يو أي أيه تيم ‏ ALE | يو أي أيه تيم ‏ ALE              | يو أي أيه تيم ‏ ALE |
| ------------------ | ------------------------------- | ------------------ |
| م                  | عداء                            | مرتبة              |
| 81                 | مارتا باستيانيلي (طريق)         | لم يكمل السباق     |
| 82                 | يوجينة بوجاك                    | 30                 |
| 83                 | Anastasia Chursina              | 43                 |
| 84                 | مارغريتا فيكتوريا غارسيا (طريق) | 23                 |
| 85                 | تاتيانا جوديرزو                 | 22                 |
| 86                 | Urša Pintar ‏ (طريق)             | 35                 |

| موفيستار للسيدات ‏ MOV | موفيستار للسيدات ‏ MOV         | موفيستار للسيدات ‏ MOV |
| --------------------- | ----------------------------- | --------------------- |
| م                     | عداء                          | مرتبة                 |
| 91                    | Katrine Aalerud ‏              | 9                     |
| 93                    | Jelena Erić (cyclist) ‏ (طريق) | 32                    |
| 94                    | أليسيا غونزاليس بلانكو        | لم يكمل السباق        |
| 95                    | Paula Patiño ‏                 | 50                    |
| 96                    | غلوريا رودريغيز               | 54                    |
| 99                    | Lourdes Oyarbide ‏             | لم يكمل السباق        |

| Ceratizit Pro Cycling ‏ WNT | Ceratizit Pro Cycling ‏ WNT | Ceratizit Pro Cycling ‏ WNT |
| -------------------------- | -------------------------- | -------------------------- |
| م                          | عداء                       | مرتبة                      |
| 101                        | إيريكا ماجندي              | لم يكمل السباق             |
| 102                        | Laura Asencio ‏             | لم يكمل السباق             |
| 103                        | Kathrin Hammes ‏            | 49                         |
| 104                        | Julie Norman Leth ‏         | لم يكمل السباق             |
| 105                        | Sarah Rijkes ‏              | لم يكمل السباق             |
| 106                        | Lara Vieceli ‏              | 51                         |

| فالكار سيلانس ‏ VAL | فالكار سيلانس ‏ VAL     | فالكار سيلانس ‏ VAL |
| ------------------ | ---------------------- | ------------------ |
| م                  | عداء                   | مرتبة              |
| 111                | مارتا كافالي           | 18                 |
| 112                | إليسا بالسامو          | 38                 |
| 113                | Vittoria Guazzini ‏     | لم يكمل السباق     |
| 115                | Federica Piergiovanni ‏ | لم يكمل السباق     |
| 116                | Silvia Pollicini ‏      | لم يكمل السباق     |
| 118                | Margaux Vigié ‏         | لم يكمل السباق     |

| Équipe Paule Ka ‏ EPK | Équipe Paule Ka ‏ EPK       | Équipe Paule Ka ‏ EPK |
| -------------------- | -------------------------- | -------------------- |
| م                    | عداء                       | مرتبة                |
| 121                  | Mikayla Harvey ‏            | 21                   |
| 122                  | Elise Chabbey ‏             | 13                   |
| 123                  | Niamh Fisher-Black ‏ (طريق) | 27                   |
| 124                  | Nikola Nosková ‏            | لم يكمل السباق       |
| 125                  | مارلين رويسر (طريق)        | 7                    |

| لوتو بيليسول للسيدات ‏ LSL | لوتو بيليسول للسيدات ‏ LSL | لوتو بيليسول للسيدات ‏ LSL |
| ------------------------- | ------------------------- | ------------------------- |
| م                         | عداء                      | مرتبة                     |
| 131                       | Julie Van de Velde ‏       | لم يكمل السباق            |
| 132                       | Teuntje Beekhuis ‏         | 40                        |
| 133                       | Danique Braam ‏            | لم يكمل السباق            |
| 134                       | Dani Christmas ‏           | لم يكمل السباق            |
| 135                       | Arianna Fidanza ‏          | لم يكمل السباق            |
| 136                       | Lone Meertens ‏            | لم يكمل السباق            |

| فريق كوجياس ميتلر لوك برو للدراجات ‏ CGS | فريق كوجياس ميتلر لوك برو للدراجات ‏ CGS | فريق كوجياس ميتلر لوك برو للدراجات ‏ CGS |
| --------------------------------------- | --------------------------------------- | --------------------------------------- |
| م                                       | عداء                                    | مرتبة                                   |
| 141                                     | Maria Novolodskaya ‏                     | 44                                      |
| 142                                     | Annabel Fisher ‏                         | لم يكمل السباق                          |
| 143                                     | Iuliia Galimullina ‏                     | لم يكمل السباق                          |
| 144                                     | Aigul Gareeva ‏                          | لم يكمل السباق                          |
| 145                                     | ديانا كليموفا (طريق)                    | 45                                      |
| 146                                     | Noemi Rüegg ‏                            | لم يكمل السباق                          |

| أيه آر مونكس برو سيكلينج للسيدات ‏ ASA | أيه آر مونكس برو سيكلينج للسيدات ‏ ASA | أيه آر مونكس برو سيكلينج للسيدات ‏ ASA |
| ------------------------------------- | ------------------------------------- | ------------------------------------- |
| م                                     | عداء                                  | مرتبة                                 |
| 151                                   | ليساندرا غيرا                         | 29                                    |
| 153                                   | ليليانا مورينو                        | لم يكمل السباق                        |
| 154                                   | Francesca Pattaro ‏                    | لم يكمل السباق                        |
| 155                                   | Katia Ragusa ‏                         | 33                                    |
| 156                                   | Olga Shekel ‏                          | لم يكمل السباق                        |

| EF Education–Tibco–SVB ‏ TIB | EF Education–Tibco–SVB ‏ TIB | EF Education–Tibco–SVB ‏ TIB |
| --------------------------- | --------------------------- | --------------------------- |
| م                           | عداء                        | مرتبة                       |
| 161                         | لورين ستيفنز                | 31                          |
| 162                         | ليا ديكسون ‏                 | لم يكمل السباق              |
| 163                         | كريستين فولكنر              | 20                          |
| 164                         | نينا كيسلر                  | 55                          |
| 165                         | Sharlotte Lucas ‏ (طريق)     | لم يكمل السباق              |
| 166                         | Emily Newsom ‏               | لم يكمل السباق              |

| دولتشيني فان إيك بروكسيموس ‏ DVE | دولتشيني فان إيك بروكسيموس ‏ DVE | دولتشيني فان إيك بروكسيموس ‏ DVE |
| ------------------------------- | ------------------------------- | ------------------------------- |
| م                               | عداء                            | مرتبة                           |
| 171                             | Nicole Hanselmann ‏              | لم يكمل السباق                  |
| 172                             | Mieke Docx ‏                     | لم يكمل السباق                  |
| 173                             | Kathrin Schweinberger ‏ (طريق)   | لم يكمل السباق                  |
| 174                             | Christina Schweinberger ‏        | لم يكمل السباق                  |
| 175                             | Fien van Eynde ‏                 | لم يكمل السباق                  |
| 176                             | Marieke de Groot ‏               | لم يكمل السباق                  |

| Aromitalia–Basso Bikes–Vaiano ‏ VAI | Aromitalia–Basso Bikes–Vaiano ‏ VAI | Aromitalia–Basso Bikes–Vaiano ‏ VAI |
| ---------------------------------- | ---------------------------------- | ---------------------------------- |
| م                                  | عداء                               | مرتبة                              |
| 181                                | راسا ليليفيتو                      | لم يكمل السباق                     |
| 182                                | Letizia Borghesi ‏                  | لم يكمل السباق                     |
| 183                                | Anastasia Carbonari ‏               | لم يكمل السباق                     |
| 184                                | Carmela Cipriani ‏                  | لم يكمل السباق                     |
| 185                                | Sofia Collinelli ‏                  | لم يكمل السباق                     |
| 186                                | Giulia Marchesini ‏                 | لم يكمل السباق                     |

| اركيا للسيدات ‏ ARK | اركيا للسيدات ‏ ARK  | اركيا للسيدات ‏ ARK |
| ------------------ | ------------------- | ------------------ |
| م                  | عداء                | مرتبة              |
| 191                | Sandra Levenez ‏     | 34                 |
| 192                | بولين ألين          | لم يكمل السباق     |
| 194                | Léa Curinier ‏       | لم يكمل السباق     |
| 195                | Amandine Fouquenet ‏ | لم يكمل السباق     |
| 196                | غلاديس فيرهلست ‏     | لم يكمل السباق     |
| 197                | Lucie Jounier ‏      | لم يكمل السباق     |

| Ciclotel ‏ CTL | Ciclotel ‏ CTL       | Ciclotel ‏ CTL  |
| ------------- | ------------------- | -------------- |
| م             | عداء                | مرتبة          |
| 201           | Olha Kulynych ‏      | لم يكمل السباق |
| 202           | Kim de Baat ‏        | لم يكمل السباق |
| 203           | Valeriya Kononenko ‏ | لم يكمل السباق |
| 204           | Sara Van de Vel ‏    | 53             |
| 205           | كيرستي فان هافتن    | لم يكمل السباق |

| بنجوال شوفالمير ‏ CCT | بنجوال شوفالمير ‏ CCT | بنجوال شوفالمير ‏ CCT |
| -------------------- | -------------------- | -------------------- |
| م                    | عداء                 | مرتبة                |
| 211                  | روسيلا راتو          | 47                   |
| 212                  | Demmy Druyts ‏        | لم يكمل السباق       |
| 214                  | Puck Moonen ‏         | لم يكمل السباق       |
| 216                  | كيلي فان دن ستين     | لم يكمل السباق       |

| شارينت ماريتايم سيلينج للسيدات ‏ CMW | شارينت ماريتايم سيلينج للسيدات ‏ CMW | شارينت ماريتايم سيلينج للسيدات ‏ CMW |
| ----------------------------------- | ----------------------------------- | ----------------------------------- |
| م                                   | عداء                                | مرتبة                               |
| 221                                 | Coralie Demay ‏                      | لم يكمل السباق                      |
| 222                                 | Noémie Abgrall ‏                     | لم يكمل السباق                      |
| 223                                 | Alice Coutinho ‏                     | لم يكمل السباق                      |
| 224                                 | India Grangier ‏                     | لم يكمل السباق                      |
| 225                                 | Manon Souyris ‏                      | لم يكمل السباق                      |

| تيم كوب هايتك بوردكتس ‏ HPU | تيم كوب هايتك بوردكتس ‏ HPU | تيم كوب هايتك بوردكتس ‏ HPU |
| -------------------------- | -------------------------- | -------------------------- |
| م                          | عداء                       | مرتبة                      |
| 231                        | Vita Heine ‏                | 52                         |
| 232                        | Martine Gjøs ‏              | لم يكمل السباق             |
| 233                        | ميكي كروجر                 | لم يكمل السباق             |
| 234                        | Ingrid Lorvik ‏             | لم يكمل السباق             |
| 236                        | لوسي جارنر                 | لم يكمل السباق             |

| Liv AlUla Jayco ‏ MTS | Liv AlUla Jayco ‏ MTS     | Liv AlUla Jayco ‏ MTS |
| -------------------- | ------------------------ | -------------------- |
| م                    | عداء                     | مرتبة                |
| 1                    | أنيميك فان فليوتن (طريق) | 28                   |
| 2                    | جيسيكا ألين              | لم يكمل السباق       |
| 3                    | غريس براون               | 2                    |
| 4                    | يانيكي إنسينغ            | لم يكمل السباق       |
| 5                    | لوسي كينيدي              | 36                   |
| 6                    | جورجيا وليامز            | لم يكمل السباق       |

| إس دي وركس ‏ DLT | إس دي وركس ‏ DLT             | إس دي وركس ‏ DLT |
| --------------- | --------------------------- | --------------- |
| م               | عداء                        | مرتبة           |
| 11              | أنا فان دير بريغين (طريق)   | 26              |
| 12              | إيفا بورمان                 | لم يكمل السباق  |
| 13              | كارول آن كانويل (طريق)      | لم يكمل السباق  |
| 14              | كريستين ماجروس (طريق)       | 37              |
| 16              | Chantal van den Broek-Blaak | 24              |
| 17              | ايمي بيترز                  | 5               |

| فريق سنويب للسيدات ‏ SUN | فريق سنويب للسيدات ‏ SUN | فريق سنويب للسيدات ‏ SUN |
| ----------------------- | ----------------------- | ----------------------- |
| م                       | عداء                    | مرتبة                   |
| 21                      | فلورتجي ماكايج          | 12                      |
| 23                      | ليا كيرشمان             | 41                      |
| 24                      | جولييت لابوس            | 8                       |
| 25                      | ليان ليبرت              | 10                      |
| 26                      | Wilma Olausson ‏         | لم يكمل السباق          |
| 28                      | أليسون جاكسون           | 39                      |

| باركهوتل فالكنبورغ ‏ PHV | باركهوتل فالكنبورغ ‏ PHV | باركهوتل فالكنبورغ ‏ PHV |
| ----------------------- | ----------------------- | ----------------------- |
| م                       | عداء                    | مرتبة                   |
| 31                      | ديمي فوليرينغ           | 11                      |
| 32                      | Nina Buijsman ‏          | لم يكمل السباق          |
| 33                      | رومي كاسبر              | لم يكمل السباق          |
| 34                      | أنوسكا كوستر            | لم يكمل السباق          |
| 35                      | حنا نيلسون              | لم يكمل السباق          |
| 36                      | Nancy van der Burg ‏     | 46                      |

| كانيون–إس آر إيه إم ‏ CSR | كانيون–إس آر إيه إم ‏ CSR | كانيون–إس آر إيه إم ‏ CSR |
| ------------------------ | ------------------------ | ------------------------ |
| م                        | عداء                     | مرتبة                    |
| 41                       | كاتارزينا نيفيادوما      | 19                       |
| 42                       | هانا بارنز               | 6                        |
| 43                       | إيلينا سيتشيني           | لم يكمل السباق           |
| 44                       | هانا لودفيغ              | 48                       |
| 45                       | الكسيس ريان              | لم يكمل السباق           |
| 46                       | Omer Shapira ‏ (طريق)     | لم يكمل السباق           |

| Lidl–Trek (women's team) ‏ TFS | Lidl–Trek (women's team) ‏ TFS | Lidl–Trek (women's team) ‏ TFS |
| ----------------------------- | ----------------------------- | ----------------------------- |
| م                             | عداء                          | مرتبة                         |
| 51                            | Lizzie Deignan                | 1                             |
| 52                            | إليسا ونغو بورغيني            | 25                            |
| 53                            | Anna Plichta ‏                 | لم يكمل السباق                |
| 54                            | Ellen van Dijk                | 3                             |
| 55                            | تايلر وايلز                   | لم يكمل السباق                |
| 56                            | روث ويندر (طريق)              | 14                            |

| FDJ–Suez ‏ FDJ | FDJ–Suez ‏ FDJ       | FDJ–Suez ‏ FDJ  |
| ------------- | ------------------- | -------------- |
| م             | عداء                | مرتبة          |
| 61            | سيسيلي أوتوب لودفيغ | 17             |
| 62            | برودي شابمان        | 56             |
| 63            | Victorie Guilman ‏   | لم يكمل السباق |
| 64            | لورين كيتشن         | لم يكمل السباق |
| 65            | Évita Muzic ‏        | 42             |
| 66            | جادي فيل            | لم يكمل السباق |

| ليف ريسينغ ‏ CCC | ليف ريسينغ ‏ CCC       | ليف ريسينغ ‏ CCC |
| --------------- | --------------------- | --------------- |
| م               | عداء                  | مرتبة           |
| 71              | ماريان فوس            | 4               |
| 72              | صوفيا بيرتيزولو       | لم يكمل السباق  |
| 73              | Jeanne Korevaar ‏      | لم يكمل السباق  |
| 74              | آشلي مولمان (طريق)    | 16              |
| 75              | ثريا بالادين          | 15              |
| 78              | Pauliena Rooijakkers ‏ | لم يكمل السباق  |

| يو أي أيه تيم ‏ ALE | يو أي أيه تيم ‏ ALE              | يو أي أيه تيم ‏ ALE |
| ------------------ | ------------------------------- | ------------------ |
| م                  | عداء                            | مرتبة              |
| 81                 | مارتا باستيانيلي (طريق)         | لم يكمل السباق     |
| 82                 | يوجينة بوجاك                    | 30                 |
| 83                 | Anastasia Chursina              | 43                 |
| 84                 | مارغريتا فيكتوريا غارسيا (طريق) | 23                 |
| 85                 | تاتيانا جوديرزو                 | 22                 |
| 86                 | Urša Pintar ‏ (طريق)             | 35                 |

| موفيستار للسيدات ‏ MOV | موفيستار للسيدات ‏ MOV         | موفيستار للسيدات ‏ MOV |
| --------------------- | ----------------------------- | --------------------- |
| م                     | عداء                          | مرتبة                 |
| 91                    | Katrine Aalerud ‏              | 9                     |
| 93                    | Jelena Erić (cyclist) ‏ (طريق) | 32                    |
| 94                    | أليسيا غونزاليس بلانكو        | لم يكمل السباق        |
| 95                    | Paula Patiño ‏                 | 50                    |
| 96                    | غلوريا رودريغيز               | 54                    |
| 99                    | Lourdes Oyarbide ‏             | لم يكمل السباق        |

| Ceratizit Pro Cycling ‏ WNT | Ceratizit Pro Cycling ‏ WNT | Ceratizit Pro Cycling ‏ WNT |
| -------------------------- | -------------------------- | -------------------------- |
| م                          | عداء                       | مرتبة                      |
| 101                        | إيريكا ماجندي              | لم يكمل السباق             |
| 102                        | Laura Asencio ‏             | لم يكمل السباق             |
| 103                        | Kathrin Hammes ‏            | 49                         |
| 104                        | Julie Norman Leth ‏         | لم يكمل السباق             |
| 105                        | Sarah Rijkes ‏              | لم يكمل السباق             |
| 106                        | Lara Vieceli ‏              | 51                         |

| فالكار سيلانس ‏ VAL | فالكار سيلانس ‏ VAL     | فالكار سيلانس ‏ VAL |
| ------------------ | ---------------------- | ------------------ |
| م                  | عداء                   | مرتبة              |
| 111                | مارتا كافالي           | 18                 |
| 112                | إليسا بالسامو          | 38                 |
| 113                | Vittoria Guazzini ‏     | لم يكمل السباق     |
| 115                | Federica Piergiovanni ‏ | لم يكمل السباق     |
| 116                | Silvia Pollicini ‏      | لم يكمل السباق     |
| 118                | Margaux Vigié ‏         | لم يكمل السباق     |

| Équipe Paule Ka ‏ EPK | Équipe Paule Ka ‏ EPK       | Équipe Paule Ka ‏ EPK |
| -------------------- | -------------------------- | -------------------- |
| م                    | عداء                       | مرتبة                |
| 121                  | Mikayla Harvey ‏            | 21                   |
| 122                  | Elise Chabbey ‏             | 13                   |
| 123                  | Niamh Fisher-Black ‏ (طريق) | 27                   |
| 124                  | Nikola Nosková ‏            | لم يكمل السباق       |
| 125                  | مارلين رويسر (طريق)        | 7                    |

| لوتو بيليسول للسيدات ‏ LSL | لوتو بيليسول للسيدات ‏ LSL | لوتو بيليسول للسيدات ‏ LSL |
| ------------------------- | ------------------------- | ------------------------- |
| م                         | عداء                      | مرتبة                     |
| 131                       | Julie Van de Velde ‏       | لم يكمل السباق            |
| 132                       | Teuntje Beekhuis ‏         | 40                        |
| 133                       | Danique Braam ‏            | لم يكمل السباق            |
| 134                       | Dani Christmas ‏           | لم يكمل السباق            |
| 135                       | Arianna Fidanza ‏          | لم يكمل السباق            |
| 136                       | Lone Meertens ‏            | لم يكمل السباق            |

| فريق كوجياس ميتلر لوك برو للدراجات ‏ CGS | فريق كوجياس ميتلر لوك برو للدراجات ‏ CGS | فريق كوجياس ميتلر لوك برو للدراجات ‏ CGS |
| --------------------------------------- | --------------------------------------- | --------------------------------------- |
| م                                       | عداء                                    | مرتبة                                   |
| 141                                     | Maria Novolodskaya ‏                     | 44                                      |
| 142                                     | Annabel Fisher ‏                         | لم يكمل السباق                          |
| 143                                     | Iuliia Galimullina ‏                     | لم يكمل السباق                          |
| 144                                     | Aigul Gareeva ‏                          | لم يكمل السباق                          |
| 145                                     | ديانا كليموفا (طريق)                    | 45                                      |
| 146                                     | Noemi Rüegg ‏                            | لم يكمل السباق                          |

| أيه آر مونكس برو سيكلينج للسيدات ‏ ASA | أيه آر مونكس برو سيكلينج للسيدات ‏ ASA | أيه آر مونكس برو سيكلينج للسيدات ‏ ASA |
| ------------------------------------- | ------------------------------------- | ------------------------------------- |
| م                                     | عداء                                  | مرتبة                                 |
| 151                                   | ليساندرا غيرا                         | 29                                    |
| 153                                   | ليليانا مورينو                        | لم يكمل السباق                        |
| 154                                   | Francesca Pattaro ‏                    | لم يكمل السباق                        |
| 155                                   | Katia Ragusa ‏                         | 33                                    |
| 156                                   | Olga Shekel ‏                          | لم يكمل السباق                        |

| EF Education–Tibco–SVB ‏ TIB | EF Education–Tibco–SVB ‏ TIB | EF Education–Tibco–SVB ‏ TIB |
| --------------------------- | --------------------------- | --------------------------- |
| م                           | عداء                        | مرتبة                       |
| 161                         | لورين ستيفنز                | 31                          |
| 162                         | ليا ديكسون ‏                 | لم يكمل السباق              |
| 163                         | كريستين فولكنر              | 20                          |
| 164                         | نينا كيسلر                  | 55                          |
| 165                         | Sharlotte Lucas ‏ (طريق)     | لم يكمل السباق              |
| 166                         | Emily Newsom ‏               | لم يكمل السباق              |

| دولتشيني فان إيك بروكسيموس ‏ DVE | دولتشيني فان إيك بروكسيموس ‏ DVE | دولتشيني فان إيك بروكسيموس ‏ DVE |
| ------------------------------- | ------------------------------- | ------------------------------- |
| م                               | عداء                            | مرتبة                           |
| 171                             | Nicole Hanselmann ‏              | لم يكمل السباق                  |
| 172                             | Mieke Docx ‏                     | لم يكمل السباق                  |
| 173                             | Kathrin Schweinberger ‏ (طريق)   | لم يكمل السباق                  |
| 174                             | Christina Schweinberger ‏        | لم يكمل السباق                  |
| 175                             | Fien van Eynde ‏                 | لم يكمل السباق                  |
| 176                             | Marieke de Groot ‏               | لم يكمل السباق                  |

| Aromitalia–Basso Bikes–Vaiano ‏ VAI | Aromitalia–Basso Bikes–Vaiano ‏ VAI | Aromitalia–Basso Bikes–Vaiano ‏ VAI |
| ---------------------------------- | ---------------------------------- | ---------------------------------- |
| م                                  | عداء                               | مرتبة                              |
| 181                                | راسا ليليفيتو                      | لم يكمل السباق                     |
| 182                                | Letizia Borghesi ‏                  | لم يكمل السباق                     |
| 183                                | Anastasia Carbonari ‏               | لم يكمل السباق                     |
| 184                                | Carmela Cipriani ‏                  | لم يكمل السباق                     |
| 185                                | Sofia Collinelli ‏                  | لم يكمل السباق                     |
| 186                                | Giulia Marchesini ‏                 | لم يكمل السباق                     |

| اركيا للسيدات ‏ ARK | اركيا للسيدات ‏ ARK  | اركيا للسيدات ‏ ARK |
| ------------------ | ------------------- | ------------------ |
| م                  | عداء                | مرتبة              |
| 191                | Sandra Levenez ‏     | 34                 |
| 192                | بولين ألين          | لم يكمل السباق     |
| 194                | Léa Curinier ‏       | لم يكمل السباق     |
| 195                | Amandine Fouquenet ‏ | لم يكمل السباق     |
| 196                | غلاديس فيرهلست ‏     | لم يكمل السباق     |
| 197                | Lucie Jounier ‏      | لم يكمل السباق     |

| Ciclotel ‏ CTL | Ciclotel ‏ CTL       | Ciclotel ‏ CTL  |
| ------------- | ------------------- | -------------- |
| م             | عداء                | مرتبة          |
| 201           | Olha Kulynych ‏      | لم يكمل السباق |
| 202           | Kim de Baat ‏        | لم يكمل السباق |
| 203           | Valeriya Kononenko ‏ | لم يكمل السباق |
| 204           | Sara Van de Vel ‏    | 53             |
| 205           | كيرستي فان هافتن    | لم يكمل السباق |

| بنجوال شوفالمير ‏ CCT | بنجوال شوفالمير ‏ CCT | بنجوال شوفالمير ‏ CCT |
| -------------------- | -------------------- | -------------------- |
| م                    | عداء                 | مرتبة                |
| 211                  | روسيلا راتو          | 47                   |
| 212                  | Demmy Druyts ‏        | لم يكمل السباق       |
| 214                  | Puck Moonen ‏         | لم يكمل السباق       |
| 216                  | كيلي فان دن ستين     | لم يكمل السباق       |

| شارينت ماريتايم سيلينج للسيدات ‏ CMW | شارينت ماريتايم سيلينج للسيدات ‏ CMW | شارينت ماريتايم سيلينج للسيدات ‏ CMW |
| ----------------------------------- | ----------------------------------- | ----------------------------------- |
| م                                   | عداء                                | مرتبة                               |
| 221                                 | Coralie Demay ‏                      | لم يكمل السباق                      |
| 222                                 | Noémie Abgrall ‏                     | لم يكمل السباق                      |
| 223                                 | Alice Coutinho ‏                     | لم يكمل السباق                      |
| 224                                 | India Grangier ‏                     | لم يكمل السباق                      |
| 225                                 | Manon Souyris ‏                      | لم يكمل السباق                      |

| تيم كوب هايتك بوردكتس ‏ HPU | تيم كوب هايتك بوردكتس ‏ HPU | تيم كوب هايتك بوردكتس ‏ HPU |
| -------------------------- | -------------------------- | -------------------------- |
| م                          | عداء                       | مرتبة                      |
| 231                        | Vita Heine ‏                | 52                         |
| 232                        | Martine Gjøs ‏              | لم يكمل السباق             |
| 233                        | ميكي كروجر                 | لم يكمل السباق             |
| 234                        | Ingrid Lorvik ‏             | لم يكمل السباق             |
| 236                        | لوسي جارنر                 | لم يكمل السباق             |

## التصنيف العام النهائي
| \| التصنيف العام \| التصنيف العام \| التصنيف العام \| التصنيف العام \| التصنيف العام \| \| المتسابقة \| المتسابقة \| الفريق \| الوقت \| \| \| ------------- \| ---------------------------- \| ------------------------------------- \| ------------- \| ------------- \| \| 1 \| Lizzie Deignan \| Lidl–Trek (women's team) [الإنجليزية]‏ \| 3 س 29 د 48 ث \| \| \| 2 \| غريس براون \| Liv AlUla Jayco [الإنجليزية]‏ \| + 9 ث \| \| \| 3 \| Ellen van Dijk \| Lidl–Trek (women's team) [الإنجليزية]‏ \| + 2 د 19 ث \| \| \| 4 \| ماريان فوس \| ليف ريسينغ [الإنجليزية]‏ \| + 2 د 19 ث \| \| \| 5 \| ايمي بيترز \| إس دي وركس [الإنجليزية]‏ \| + 2 د 19 ث \| \| \| 6 \| هانا بارنز \| كانيون–إس آر إيه إم [الإنجليزية]‏ \| + 2 د 21 ث \| \| \| 7 \| مارلين رويسر \| Équipe Paule Ka [الإنجليزية]‏ \| + 2 د 21 ث \| \| \| 8 \| جولييت لابوس \| فريق سنويب للسيدات [الإنجليزية]‏ \| + 2 د 21 ث \| \| \| 9 \| Katrine Aalerud [الإنجليزية]‏ \| موفيستار للسيدات [الإنجليزية]‏ \| + 2 د 26 ث \| \| \| 10 \| ليان ليبرت \| فريق سنويب للسيدات [الإنجليزية]‏ \| + 3 د 27 ث \| \| |                  |                           |               |  |
| |                  |                           |               |  |
| مصدر: ProCyclingStats |                  |                           |               |  |
| التصنيف العام |                  |                           |               |  |
| المتسابقة | المتسابقة        | الفريق                    | الوقت         |  |
| 1 | Lizzie Deignan   | Lidl–Trek (women's team) ‏ | 3 س 29 د 48 ث |  |
| 2 | غريس براون       | Liv AlUla Jayco ‏          | + 9 ث         |  |
| 3 | Ellen van Dijk   | Lidl–Trek (women's team) ‏ | + 2 د 19 ث    |  |
| 4 | ماريان فوس       | ليف ريسينغ ‏               | + 2 د 19 ث    |  |
| 5 | ايمي بيترز       | إس دي وركس ‏               | + 2 د 19 ث    |  |
| 6 | هانا بارنز       | كانيون–إس آر إيه إم ‏      | + 2 د 21 ث    |  |
| 7 | مارلين رويسر     | Équipe Paule Ka ‏          | + 2 د 21 ث    |  |
| 8 | جولييت لابوس     | فريق سنويب للسيدات ‏       | + 2 د 21 ث    |  |
| 9 | Katrine Aalerud ‏ | موفيستار للسيدات ‏         | + 2 د 26 ث    |  |
| 10 | ليان ليبرت       | فريق سنويب للسيدات ‏       | + 3 د 27 ث    |  |

### تصنيف النقاط
| \| تصنيف النقاط \| تصنيف النقاط \| تصنيف النقاط \| تصنيف النقاط \| تصنيف النقاط \| \| المتسابقة \| المتسابقة \| الفريق \| النقاط \| \| \| ------------ \| --------------------------- \| ------------------------------------- \| ------------ \| ------------ \| \| 1 \| Lizzie Deignan \| Lidl–Trek (women's team) [الإنجليزية]‏ \| 1522 نقطة \| \| \| 2 \| أنا فان دير بريغين \| إس دي وركس [الإنجليزية]‏ \| 1165 نقطة \| \| \| 3 \| ماريان فوس \| ليف ريسينغ [الإنجليزية]‏ \| 974 نقطة \| \| \| 4 \| إليسا ونغو بورغيني \| Lidl–Trek (women's team) [الإنجليزية]‏ \| 913 نقطة \| \| \| 5 \| ليان ليبرت \| فريق سنويب للسيدات [الإنجليزية]‏ \| 814 نقطة \| \| \| 6 \| سيسيلي أوتوب لودفيغ \| FDJ–Suez [الإنجليزية]‏ \| 808 نقطة \| \| \| 7 \| كاتارزينا نيفيادوما \| كانيون–إس آر إيه إم [الإنجليزية]‏ \| 747 نقطة \| \| \| 8 \| أنيميك فان فليوتن \| Liv AlUla Jayco [الإنجليزية]‏ \| 733 نقطة \| \| \| 9 \| ديمي فوليرينغ \| باركهوتل فالكنبورغ [الإنجليزية]‏ \| 616 نقطة \| \| \| 10 \| Mikayla Harvey [الإنجليزية]‏ \| Équipe Paule Ka [الإنجليزية]‏ \| 501 نقطة \| \| |                     |                           |           |  |
| |                     |                           |           |  |
| مصدر: ProCyclingStats |                     |                           |           |  |
| تصنيف النقاط |                     |                           |           |  |
| المتسابقة | المتسابقة           | الفريق                    | النقاط    |  |
| 1 | Lizzie Deignan      | Lidl–Trek (women's team) ‏ | 1522 نقطة |  |
| 2 | أنا فان دير بريغين  | إس دي وركس ‏               | 1165 نقطة |  |
| 3 | ماريان فوس          | ليف ريسينغ ‏               | 974 نقطة  |  |
| 4 | إليسا ونغو بورغيني  | Lidl–Trek (women's team) ‏ | 913 نقطة  |  |
| 5 | ليان ليبرت          | فريق سنويب للسيدات ‏       | 814 نقطة  |  |
| 6 | سيسيلي أوتوب لودفيغ | FDJ–Suez ‏                 | 808 نقطة  |  |
| 7 | كاتارزينا نيفيادوما | كانيون–إس آر إيه إم ‏      | 747 نقطة  |  |
| 8 | أنيميك فان فليوتن   | Liv AlUla Jayco ‏          | 733 نقطة  |  |
| 9 | ديمي فوليرينغ       | باركهوتل فالكنبورغ ‏       | 616 نقطة  |  |
| 10 | Mikayla Harvey ‏     | Équipe Paule Ka ‏          | 501 نقطة  |  |

### تصنيف أفضل شاب
| \| تصنيف أفضل شابة \| تصنيف أفضل شابة \| تصنيف أفضل شابة \| تصنيف أفضل شابة \| تصنيف أفضل شابة \| \| المتسابقة \| المتسابقة \| الفريق \| الوقت \| \| \| --------------- \| ------------------------------- \| ------------------------------------------ \| --------------- \| --------------- \| \| 1 \| ليان ليبرت \| فريق سنويب للسيدات [الإنجليزية]‏ \| \| \| \| 2 \| Mikayla Harvey [الإنجليزية]‏ \| Équipe Paule Ka [الإنجليزية]‏ \| \| \| \| 3 \| إليسا بالسامو \| فالكار سيلانس [الإنجليزية]‏ \| \| \| \| 4 \| كيارا كونسوني \| فالكار سيلانس [الإنجليزية]‏ \| \| \| \| 5 \| Évita Muzic [الإنجليزية]‏ \| FDJ–Suez [الإنجليزية]‏ \| \| \| \| 6 \| إيلا هاريس \| كانيون–إس آر إيه إم [الإنجليزية]‏ \| \| \| \| 7 \| Niamh Fisher-Black [الإنجليزية]‏ \| Équipe Paule Ka [الإنجليزية]‏ \| \| \| \| 8 \| Letizia Borghesi [الإنجليزية]‏ \| Aromitalia–Basso Bikes–Vaiano [الإنجليزية]‏ \| \| \| \| 9 \| جولييت لابوس \| فريق سنويب للسيدات [الإنجليزية]‏ \| \| \| |                     |                                |       |  |
| |                     |                                |       |  |
| مصدر: ProCyclingStats |                     |                                |       |  |
| تصنيف أفضل شابة |                     |                                |       |  |
| المتسابقة | المتسابقة           | الفريق                         | الوقت |  |
| 1 | ليان ليبرت          | فريق سنويب للسيدات ‏            |       |  |
| 2 | Mikayla Harvey ‏     | Équipe Paule Ka ‏               |       |  |
| 3 | إليسا بالسامو       | فالكار سيلانس ‏                 |       |  |
| 4 | كيارا كونسوني       | فالكار سيلانس ‏                 |       |  |
| 5 | Évita Muzic ‏        | FDJ–Suez ‏                      |       |  |
| 6 | إيلا هاريس          | كانيون–إس آر إيه إم ‏           |       |  |
| 7 | Niamh Fisher-Black ‏ | Équipe Paule Ka ‏               |       |  |
| 8 | Letizia Borghesi ‏   | Aromitalia–Basso Bikes–Vaiano ‏ |       |  |
| 9 | جولييت لابوس        | فريق سنويب للسيدات ‏            |       |  |

## تصنيف الفرق

### الفرق حسب النقاط
| \| ترتيب الفرق حسب النقاط \| ترتيب الفرق حسب النقاط \| ترتيب الفرق حسب النقاط \| ترتيب الفرق حسب النقاط \| \| الفريق \| الفريق \| النقاط \| \| \| ---------------------- \| -------------------------------------------- \| ---------------------- \| ---------------------- \| \| 1 \| Lidl–Trek (women's team) [الإنجليزية]‏ \| 3212 نقطة \| \| \| 2 \| ليف ريسينغ [الإنجليزية]‏ \| 1773 نقطة \| \| \| 3 \| إس دي وركس [الإنجليزية]‏ \| 1652 نقطة \| \| \| 4 \| فريق سنويب للسيدات 2020 [الإنجليزية]‏ \| 1606 نقطة \| \| \| 5 \| Équipe Paule Ka [الإنجليزية]‏ \| 1592 نقطة \| \| \| 6 \| Liv AlUla Jayco [الإنجليزية]‏ \| 1512 نقطة \| \| \| 7 \| كانيون إس آر إيه إم راسينغ 2020 [الإنجليزية]‏ \| 1406 نقطة \| \| \| 8 \| FDJ–Suez [الإنجليزية]‏ \| 1362 نقطة \| \| \| 9 \| يو أي أيه تيم [الإنجليزية]‏ \| 1019 نقطة \| \| \| 10 \| باركهوتل فالكنبورغ 2020 [الإنجليزية]‏ \| 704 نقطة \| \| |                                  |           |  |
| |                                  |           |  |
| مصدر: ProCyclingStats |                                  |           |  |
| ترتيب الفرق حسب النقاط |                                  |           |  |
| الفريق | الفريق                           | النقاط    |  |
| 1 | Lidl–Trek (women's team) ‏        | 3212 نقطة |  |
| 2 | ليف ريسينغ ‏                      | 1773 نقطة |  |
| 3 | إس دي وركس ‏                      | 1652 نقطة |  |
| 4 | فريق سنويب للسيدات 2020 ‏         | 1606 نقطة |  |
| 5 | Équipe Paule Ka ‏                 | 1592 نقطة |  |
| 6 | Liv AlUla Jayco ‏                 | 1512 نقطة |  |
| 7 | كانيون إس آر إيه إم راسينغ 2020 ‏ | 1406 نقطة |  |
| 8 | FDJ–Suez ‏                        | 1362 نقطة |  |
| 9 | يو أي أيه تيم ‏                   | 1019 نقطة |  |
| 10 | باركهوتل فالكنبورغ 2020 ‏         | 704 نقطة  |  |

## وصلات خارجية
- لمحة عن سباق لييج-باستون-لييج للسيدات 2020 على موقع  ProCyclingStats   (برو  سايكلنج  ستاتس) - إحصاءات  محترفي  الدراجات.

- لييج-باستون-لييج للسيدات 2020 على موقع إحصائيات الدراجات الإحترافية (الإنجليزية)